# Seat León
SEAT León är en personbil tillverkad av SEAT som introducerades år 1999. León, som är en halvkombibil, delar bottenplatta med bland annat Volkswagen Golf. Modellen placerar sig storleksmässigt mellan den lilla Ibiza och den större Toledo. 

## Generationer

### Generation 1

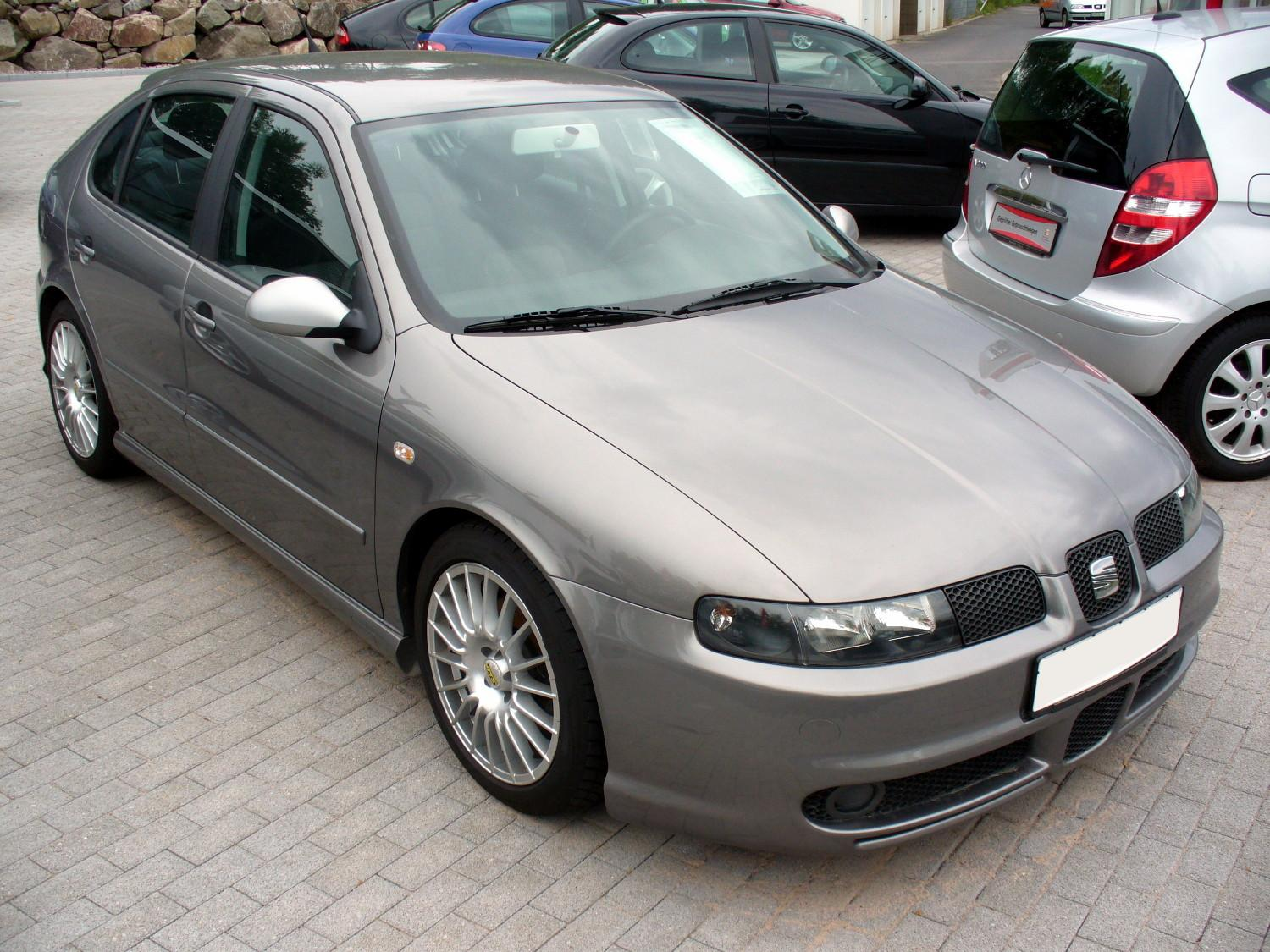
Seat León, Generation 1 (1999–2005)

Den första versionen debuterade år 1999 och såg utseendemässigt ut som en Seat Toledo med förkortat bakparti, vilket den i praktiken också var. León var dock tänkt som ett sportigare alternativ och erbjöds således med överlag starkare motorer än de övriga Seat-modellerna. Introduktionsmodellen var dock en 1,4 litersmotor på blott 75 hästkrafter. Den starkaste versionen var Cupra med sina 225 hästkrafter och fyrhjulsdrift från svenska Haldex.

#### Motoralternativ
| Bensin: - 1,4 liter 16V (75 hk / 126 Nm) - 1,6 liter (100 hk / 145 Nm) - 1,6 liter 16V (105 hk / 148 Nm) - 1,8 liter 20V (125 hk / 170 Nm) - 1,8 liter 20V Turbo (180 hk / 235 Nm) - 2,8 liter V6 (204 hk / 270 Nm) - Cupra R: 1,8 liter 20V Turbo (209 hk / 270 Nm) - Cupra R: 1,8 liter 20V Turbo (224 hk / 280 Nm) | Diesel: - 1,9 liter SDI (68 hk / 133 Nm) - 1,9 liter TDI (90 hk / 210 Nm) - 1,9 liter TDI (100 hk / 240 Nm) - 1,9 liter TDI (110 hk / 235 Nm) - 1,9 liter TDI (130 hk / 310 Nm) - 1,9 liter TDI (150 hk / 320 Nm) |

### Generation 2

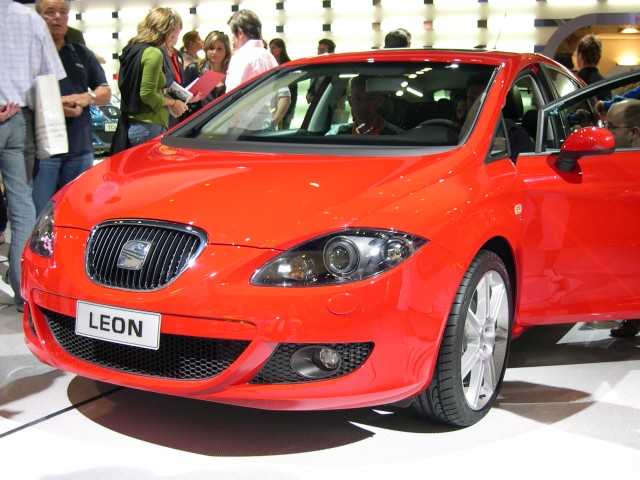
Seat León, Generation 2 (2005–2012)

År 2005 presenterades den andra generationen, som kom att bli den andra SEAT-modell, efter Altea, med företagets nya designprofil signerad Walter de'Silva. Denna finns också i Cupraversion, liksom i en variant märkt FR (Fórmula Racing). Det sistnämnda innebär antingen en turbodieselmotor på 170 hästkrafter, alternativt en direktinsprutad bensinmotor på 200 hästkrafter. Gemensamt för dessa är ett utrustningspaket innehållande spoilers, större fälgar och sportigare inredning. Sedan 2006 finns dessutom en specialvariant enbart för den svenska marknaden, kallad Rickard Rydell, med ett särskilt kosmetiskt utförande och en 2,0 liters direktinsprutad TFSI-motor på 185 hästkrafter. Denna motor finns även i en annan version, kallad Sport Up.

#### Motoralternativ
| Bensin: - 1,2 liter TSI (105 hk / 175 Nm) - 1,4 liter 16V (85 hk / 130 Nm) - 1,4 liter TSI (125 hk / 200 Nm) - 1,6 liter (102 hk / 148 Nm) - 1,8 liter TSI (160 hk / 250 Nm) - 2,0 liter FSI (150 hk / 200 Nm) - 2,0 liter TFSI (185 hk / 270 Nm) - FR: 2,0 liter TFSI (200 hk / 280 Nm) - Cupra: 2,0 liter TFSI (240 hk / 300 Nm) - Cupra R: 2,0 liter TSI (265 hk / 350 Nm) | Diesel: - 1,6 liter TDI (105 hk / 250 Nm) - 1,9 liter TDI (90 hk / 210 Nm) - 1,9 liter TDI (105 hk / 250 Nm) - 2,0 liter TDI (136 hk / 320 Nm) - 2,0 liter TDI (140 hk / 320 Nm) - FR: 2,0 liter TDI (170 hk / 350 Nm) |

### Generation 3

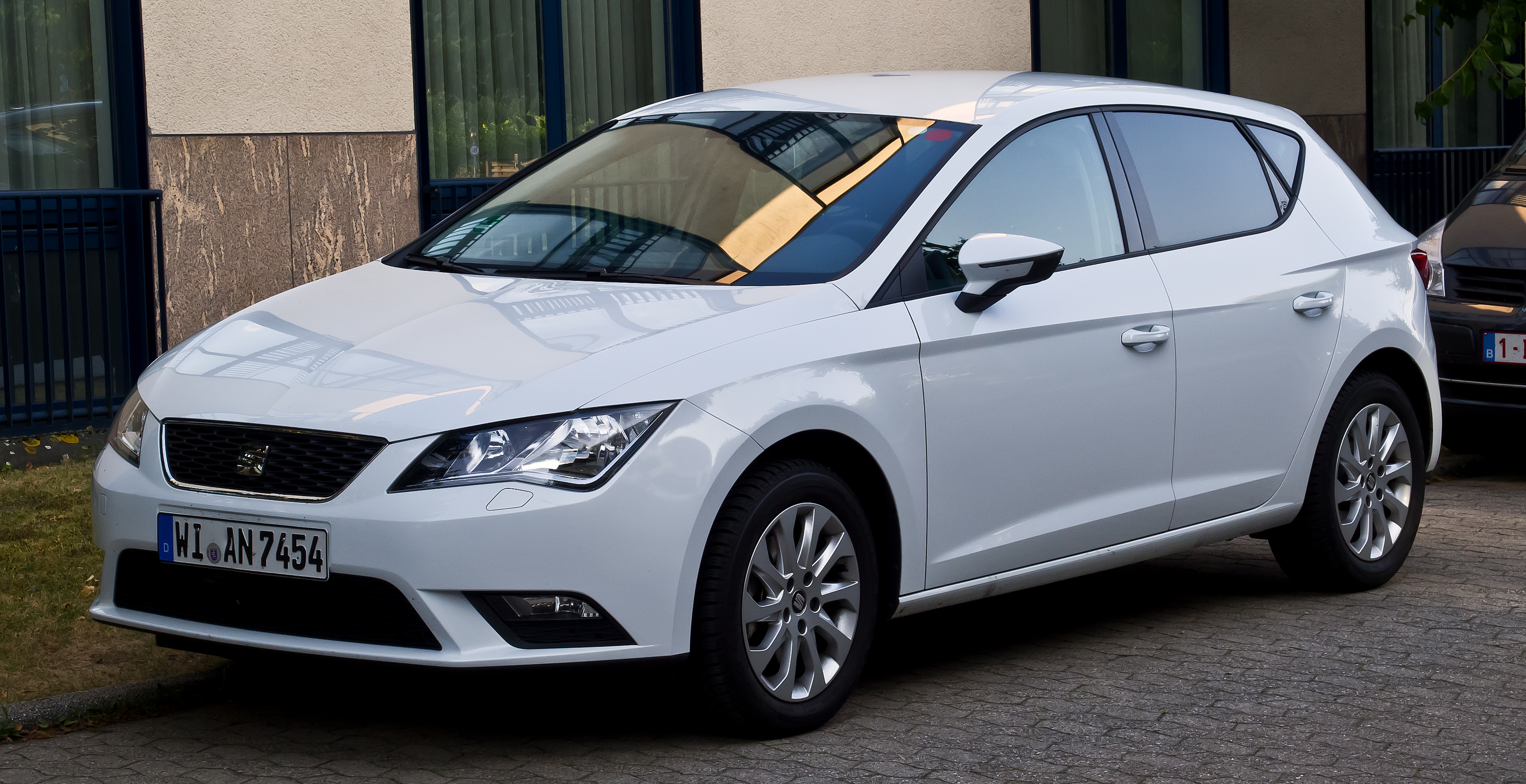
Seat León, Generation 3 (2012–2020)

Tredje generationen presenterades år 2012 och baseras på Volkswagens MQB-plattform. Jämfört med föregående generation är generation 3 av León 5 cm kortare samt 90 kg lättare. Eftersom modellens hjulbas har förlängts med 5,8 cm, har den en rymligare kupé med större innerutrymmen för fram- och bakre passagerare.
Förutom 5-dörrarsmodellen har även en 3-dörrars halvkombi sålts på vissa marknader. Som kombi kallas modellen Leon ST, och det finne en variant som heter X-perience och bygger på kombimodellen men har förhöjd fjädring och plastdetaljer som skyddar karossen vid körning på sämre vägar.

### Generation 4
Fjärde generationen av Seat Leon presenterades år 2020 och är baserad på Volkswagens MQB-plattform.Bilen finns som halvkombi och kombi ("Sports Tourer"). Halvkombin är 86 mm längre än sin företrädare men 16 mm smalare. Kombin är 9,3 cm längre än sin företrädare.

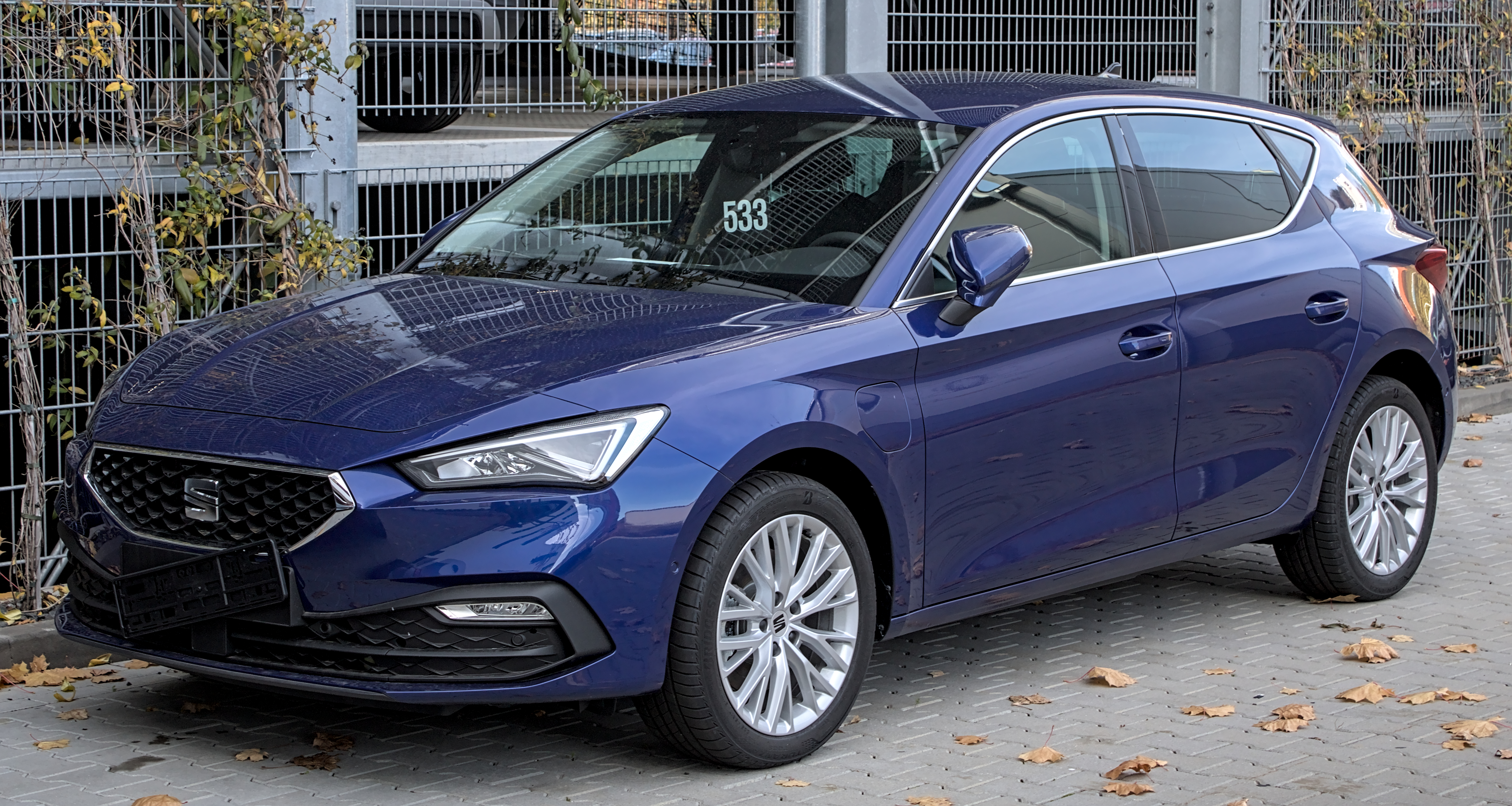
Seat León, Generation 4 (2020–nuvarande)

Motormässigt så är den största nyheten att Seat Leon går att få som Laddhybrid med en sammanlagt effekt på 204 hk.